# オーストリア宇宙局
オーストリア宇宙局（英: Austrian Space Agency, ASA）はオーストリアにおける宇宙開発関連の活動を支援、促進することを目的とした宇宙機関。1972年にウィーンにて設立された。
1977年にオーストリア太陽宇宙局（ASSA）に改組されたが、オーストリアが欧州宇宙機関に加盟した1987年に元のオーストリア宇宙局に戻された。
1990年のフランツ・フィーベックによるオーストリア人初の宇宙飛行を調整した。
2004年にASA他複数の機関が統合され、オーストリア研究促進庁・航空宇宙局（FFG）が設立した。